# Chelonus cyprensis
Chelonus cyprensis är en stekelart som först beskrevs av Vladimir Ivanovich Tobias 2001.  Chelonus cyprensis ingår i släktet Chelonus och familjen bracksteklar. Inga underarter finns listade i Catalogue of Life.